# Antepione sulphurata
Antepione sulphurata là một loài bướm đêm trong họ Geometridae.